# 禧妃
禧妃（19世纪—1877年），名海棠春，姓察哈喇氏。正黄旗包衣管领下人。厨役常顺之女。清朝咸丰帝之妃。　

## 生平
《內務府奏稿》稱同治三年應選內務府三旗女子內有「正黃旗瑞溥管領下㕑役常順之女二妞，亥年十四歲，係禧嬪之胞妹」，似乎表明禧妃為家中長女。
察哈喇氏生年不詳，經內務府選秀入宮，成為长春宫宮女。
咸豐九年（1859年）四月初十日，正黃旗瑞溥管領下廚役常順之女封為禧貴人，四月十一日，敬事房傳旨長春宮女子海棠春封為禧貴人，位在吉貴人之次，四月十二日，總管內務府代禧貴人家屬謝恩。
咸豐十年十月，被剛登極的同治帝尊封為皇考禧嫔。同治八年五月十二日，容嬪伊爾根覺羅氏薨逝，遺體挪至吉安所安放，禧嬪和慶嬪張氏出宮前往吉安所送別。
同治十三年十一月，被剛登極的光绪帝尊封為皇考禧妃。光绪三年（1877年）五月十六日，禧妃逝世，死後葬於定陵妃園寢。

## 影視作品
| 影視作品               | 飾演禧妃的演員 |
| 《我為宮狂》﹝2013年﹞ | 袁姗姗         |